# Kelly McGillis

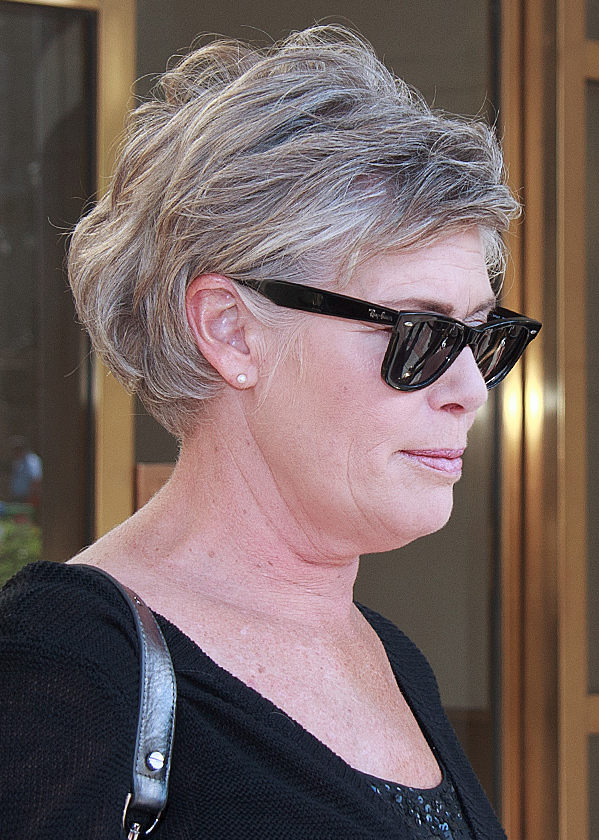
Kelly McGillis (2010)

Kelly McGillis (* 9. Juli 1957 in Newport Beach, Kalifornien) ist eine US-amerikanische Schauspielerin. Bekannt wurde sie insbesondere durch die Hauptrollen in Der einzige Zeuge und Top Gun.

## Leben
Kelly McGillis ist die Tochter des Arztes Donald McGillis und dessen Frau Joan, geb. Snell. 1982 wurde sie von zwei Männern, die in ihr Apartment eingebrochen waren, vergewaltigt. Als sie 1988 in Angeklagt die Rolle der Staatsanwältin spielte, in dem eine Gruppenvergewaltigung thematisiert wird, machte sie diesen Vorfall öffentlich und engagiert sich seitdem zu diesem Thema.
1983 spielte McGillis in ihrem ersten Film Ruben, Ruben neben Tom Conti gleich eine Hauptrolle. In dem Film Der einzige Zeuge (1985) verkörperte sie die zu den Amischen gehörende Rachel Lapp, die von dem Polizisten John Book (Harrison Ford) beschützt wird. Für diese Rolle wurde sie 1986 für einen Golden Globe und für den BAFTA Award nominiert. Von amischer Seite wurde sie jedoch stark kritisiert, da sie, um sich auf die Rolle gut vorzubereiten, sich unter Vorspiegelung falscher Tatsachen Zugang zu einer amischen Familie verschafft hatte. Ihre bekannteste Rolle hatte sie als Dozentin und Freundin des Fliegers Maverick (gespielt von Tom Cruise) in Top Gun – Sie fürchten weder Tod noch Teufel (1986).
Nach den Erfolgen von Der einzige Zeuge und Top Gun folgten weitere Hauptrollen in Hollywood-Streifen wie Made in Heaven (1987), Angeklagt, Das Haus in der Carroll Street (beide 1988) und The Babe – Ein amerikanischer Traum (1992). Sie trat auch in jüngerer Vergangenheit noch in Spielfilmen und Serien auf, aber eher in Nebenrollen. Auf die Frage, warum sie nicht für die 2022 erschienene Top Gun-Fortsetzung Top Gun: Maverick verpflichtet wurde, antwortete sie 2019, dass sie mittlerweile für Hollywood offenbar „zu alt und zu dick“ sei.
McGillis war mit Boyd Black und Fred Tillman verheiratet. Sie hat zwei Töchter und lebte in Pennsylvania. 2009 erklärte sie in einem Interview, sie sei lesbisch und ihr nächster Lebenspartner würde sicher eine Frau sein. Im September 2010 heiratete McGillis ihre Lebensgefährtin Melanie Leis, wohnte mit ihr in Collingswood und arbeitete als Betreuerin von Alkohol- und Drogensüchtigen in Bridgeton (New Jersey). Die Ehe wurde ein Jahr später wieder geschieden.
McGillis lebt in Hendersonville, North Carolina und lehrt Schauspiel am The New York Studio for Stage and Screen NYS3 in Asheville, North Carolina.

## Filmografie
- 1983: Ruben, Ruben – Regie: Robert Ellis Miller
- 1984: Eine Frau kann nicht vergessen (Sweet Revenge) – Regie: Robert A. Papazian
- 1984: Private Sessions – Im Labyrinth des Wahnsinns (Private Sessions) – Regie: Michael Pressman
- 1985: Der einzige Zeuge (Witness) – Regie: Peter Weir
- 1986: Top Gun – Sie fürchten weder Tod noch Teufel (Top Gun) – Regie: Tony Scott
- 1987: Made in Heaven – Regie: Alan Rudolph
- 1987: Winter People – Wie ein Blatt im Wind (Winter People) – Regie: Ted Kotcheff
- 1988: Angeklagt (The Accused) – Regie: Jonathan Kaplan
- 1988: Hexenkessel Miami (Cat Chaser) – Regie: Abel Ferrara
- 1988: Das Haus in der Carroll Street (House on Carroll Street) – Regie: Peter Yates
- 1989: Land der Sehnsucht (Dreamers) – Regie: Uri Barbash
- 1991: Sommer auf Grand Isle (Grand Isle) – Regie: Mary Lambert
- 1992: Fesseln der Liebe – Regie: Larry Elikann
- 1992: The Babe – Ein amerikanischer Traum (The Babe) – Regie: Arthur Hiller
- 1992: Perry Mason und die Kunst des Malens (Perry Mason: The Case of the Fatal Framing)
- 1994: Bitteres Blut (The Best of Families: Marriage, Pride and Madness) – Regie: Jeff Bleckner
- 1994: North
- 1995: Haus der Schatten (Remember Me) – Regie: Michael Switzer
- 1997: Der dritte Zwilling (The Third Twin) – Regie: Tom McLoughlin
- 1998: Ground Control – Regie: Richard Howard
- 1998: In den Fängen der Bestie (Perfect Prey) – Regie: Howard McCain
- 1998: Storm Chasers – Im Auge des Sturms (Storm Chasers: Revenge of the Twister) – Regie: Mark Sobel
- 1999: Auf den ersten Blick (At First Sight) – Regie: Irwin Winkler
- 1999: Todsichere Geschäfte (The Settlement) – Regie: Mark Steilen
- 2000: The Monkey’s Mask; auch: Die Affenmaske (The Monkey’s Mask) – Regie: Samantha Lang
- 2001: No One Can Hear You – Regie: John Laing
- 2001: Morgan’s Ferry – Regie: Sam Pillsbury
- 2007: The L Word – Wenn Frauen Frauen lieben (The L Word, Fernsehserie)
- 2007: Supergator – Das Killerkrokodil (Supergator)
- 2011: Vampire Nation (Stake Land) – Regie: Jim Mickle
- 2011: The Innkeepers – Hotel des Schreckens (The Innkeepers)
- 2013: We Are What We Are – Regie: Jim Mickle
- 2014: Die Liebe wird dich finden (Love finds you in Sugarcreek, Ohio) – Regie: Terry Cunningham
- 2014: Z Nation (Fernsehserie, Episode 1x11)
- 2018: Liebe zwischen zwei Welten (An Uncommon Grace) – Regie: David Mackay